# Kim So-young

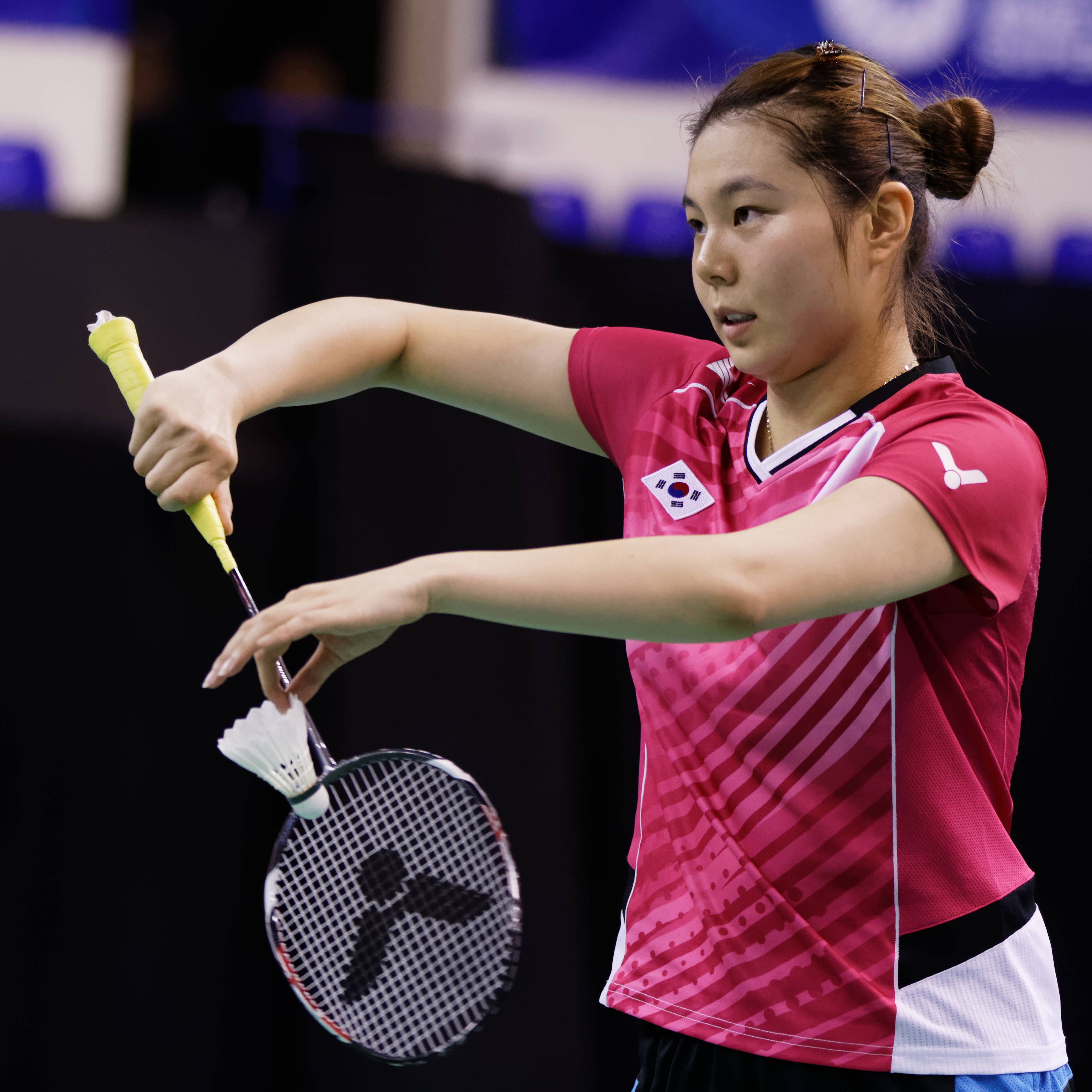
Kim So-young, French Super Series 2013.

Kim So-young (kor. 김소영, 金昭映; * 9. Juli 1992 in Daegu, auch Kim So-yeong) ist eine südkoreanische Badmintonspielerin.

## Karriere
Kim So-young wurde bei den Turkey International 2011 ebenso Dritte im Damendoppel wie bei den Indonesia International 2011. In der Türkei war sie dabei mit Choi Hye-in am Start, in Indonesien mit Ko A-ra. Bei den Australian Open 2012 belegte sie Rang neun im Mixed. Bei der Badminton-Asienmeisterschaft 2012 wurde sie Fünfte im Doppel mit Choi Hye-in. Sie nahm an den Asienspielen 2014 teil und holte sich die Silbermedaille im Mannschaftswettbewerb der Frauen.